# فريدريشسهافن للطائرات
فريدريشسهافن للطائرات كانت شركة تصنيع طائرات ألمانية سابقة. أسس الشركة تيودور كوبر عام 1912 في مدينة فريدريشسهافن بألمانيا. مؤسس الشركة كان قد سبق له العمل في شركة زيبلين. المدينة التي تقع على بحيرة كونستانس كانت تشتهر في أوساط الطيران بأنها مقر بناء مناطيد زيبلين.
أثناء الحرب العالمية الأولى، قامت الشركة بشكل أساسي ببناء الطائرات المائية للبحرية الألمانية، وسلسلة ناجحة للغاية من قاذفات القنابل المتوسطة لسلاح الجو الملكي وذلك تحت إشراف المصمم كارل جيهلن.
بعد الهدنة، سيطرت الشركة علي زيبلين الواقعة في مانزيل. كما بدؤا الإنتاج أيضا في فاينغارتن وفارنيموندر. عند فشل الشركة عام 1923, دورنيير للطائرات سيطرت علي مقار التصنيع.

## الطائرات
| اسم الطائرة       | أول تحليق | عدد الطائرات | النوع |
| ----------------- | --------- | ------------ | ----- |
| فريدريشسهافن سي.I |           |              |       |